# آلکسیوس استراتگوپولوس
آلکسیوس استراتگوپولوس (به انگلیسی: Alexios Strategopoulos)، یکی از اشراف و فرمانده‌های بیزانسی بود که توانست تا مقام مگاس دامستیکوس و سزار در دربار امپراتوری نیقیه در ادامه بیزانس رشد پیدا کند. نخستین اشاره به وی در منابع یونانی، در زمان لشکرکشی او علیه امارت اپیروس است که پس از آن توانست نظر امپراتور نیقیه را به خود جلب کند. او در نبرد پلاگونیا شکست جست که با پیروزی قاطع نیروهای نیقیه در برابر نیروهای فرانک و لاتینی همراه شد. با این حال پس از توافق آتش‌بس میان نیقیه و دولت‌های لاتین و فرانک، او به یکباره به قسطنطنیه یورش برد و توانست پایتخت پیشین امپراتوری بیزانس را در ژوئیه ۱۲۶۱ فتح و امپراتوری بیزانس را مجدداً احیا کند.